# Санжаров, Иван Тихонович
Ива́н Ти́хонович Санжа́ров (1903 — 1981) — советский футболист, игравший на позиции вратаря; тренер и спортивный функционер. Отличник физической культуры (1947).

## Карьера

### Клубная
В начале 1920-х выступал в составе краснодарского клуба «Шторм», был тренером и вратарём.

### Тренерская
После завершения карьеры игрока работал в клубе «Шторм» в качестве тренера и председателя правления. Был тренером «Динамо», которое дважды приводил к победе в чемпионате Северного Кавказа в 1944 и 1945 году.

### Административная
С февраля 1945 года работал председателем Краевого комитета по делам физкультуры и спорта.

## Достижения

### Тренерские
Чемпион Северного Кавказа: (2)
- 1944, 1945

## Образование
В 1948 году стал первым деканом открытого в педагогическом институте факультета физвоспитания.